# 아사도
아사도(스페인어: asado)는 아르헨티나, 우루과이, 칠레, 파라과이 등 남아메리카 남부 지역의 전통 바비큐이다. 아사도 행사는 가우초 전통의 하나이며, 아르헨티나의 국민 음식 가운데 하나로 여겨진다. 브라질 남부에서는 "슈하스쿠"라 부른다.

## 이름
스페인어 "아사도(asado)"는 "굽다"라는 뜻의 동사 "아사르(asar)"에서 나왔다.

## 만들기
주로 쇠고기를 쓰지만, 양고기나 염소고기, 닭고기 등을 굽기도 하고 지역에 따라 생선이나 아르마딜로, 레아, 카이만, 퓨마 등의 고기를 쓰기도 한다. 흔히 쓰이는 쇠고기 부위는 티라(갈비), 로모(등심), 바시오(치마양지), 마탐브레(몸통피부근) 등이다.  친출린(작은 창자, 곱창), 트리파 고르다(직장), 우랑(고환), 유퉁(유방), 콩팥 등 내장이나 닭의 모래주머니(똥집) 등 특수 부위를 굽기도 한다. 초리소, 모르시야 등 소시지도 함께 굽는다. "파리야(parrilla)"라 불리는 그릴에서 고기를 구워 내는데, 반쯤 익었을 때 치미추리(또는 지역에 따라 마늘을 넣은 소금물 등)를 발라 가며 굽는다. 보통 적포도주를 곁들인다.

## 같이 보기
- 슈하스쿠